# ديفيد واتكن
ديفيد واتكن (بالإنجليزية: David Watkin) هو مؤرخ معماري ومؤرخ بريطاني، ولد في 1941 في سالزبوري في المملكة المتحدة، وتوفي في 30 أغسطس 2018.